# Budăi, Orhei
Budăi este un sat din cadrul comunei Step-Soci din raionul Orhei, Republica Moldova.